# National Association of Watch and Clock Collectors

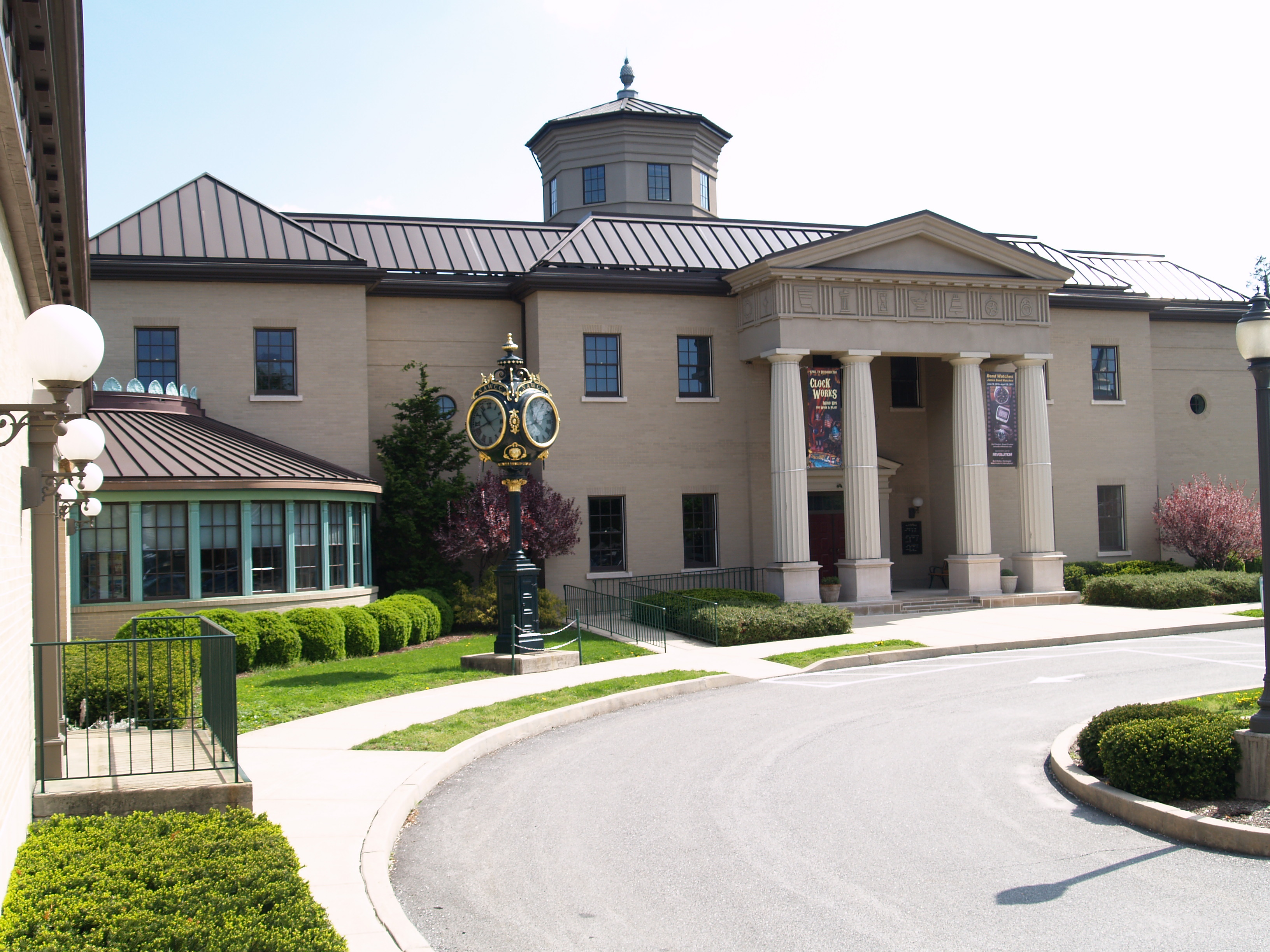
National Watch and Clock Museum, Library and Research Center und Geschäftsstelle der National Watch and Clock collectors Association

Die National Association of Watch and Clock Collectors (NAWCC) mit Sitz in Lancaster (Pennsylvania) ist eine gemeinnützige Vereinigung von Uhreninteressierten und Uhrensammlern mit etwa 25.000 Mitgliedern weltweit.
Die NAWCC wurde 1943 von Mitgliedern der Horological Society of New York und der Philadelphia Watchmakers' Guild gegründet, die eine nationale Organisation schaffen wollten.
Die ca. 18000 Mitglieder sind derzeit in 175 einzelne „Chapter“ (Sektionen) organisiert, die sich auf eine Örtlichkeit oder ein spezielles Interessensgebiet beziehen können. So ist z. B. das „Chapter 2“ die Sektion New York und der Early American Watch Club das „Chapter 149“. Die überwiegende Mehrheit der „Chapter“ befinden sich in den Vereinigten Staaten, einige in Kanada und Australien (welche nicht über nationale Vereinigungen von Uhrensammler verfügen) und einige wenige befinden sich im Rest der Welt.
Jährlich gegen Ende Oktober wird das sogenannte Ward Francillion Time Symposium abgehalten, eine Veranstaltung auf der bedeutende Redner ihr spezielles Thema und ihre Forschungsergebnisse vorstellen.
Eine alle zwei Monate erscheinende Schrift, das NAWCC-Bulletin verbindet lehrreiche Artikel zur Zeitmessung mit internen Nachrichten aus der Vereinigung. Es werden lokale, regionale und nationale Treffen abgehalten.
1977 wurde das National Watch and Clock Museum in Columbia, (Pennsylvania) durch die NAWCC gegründet. Es beherbergt eine große Uhrensammlung und mit der National Watch and Clock Library eine der wichtigsten Bibliotheken für Uhrenliteratur weltweit. Der Hauptsitz der Vereinigung befindet sich ebenfalls in Columbia. Die NAWCC unterhält dort seit 1995 auch die School of Horology, eine Schule, in der Uhrmacher aus- und fortgebildet werden.